# 臺北市立內湖高級工業職業學校
臺北市立內湖高級工業職業學校，簡稱內湖高工、湖工、內工、NIHS、NHVS，是一所位於臺灣臺北市內湖區的市立技術型高級中學。
校園位於內湖科技園區旁，也是公立成人教育機構臺北市內湖社區大學的所在地。

## 校史
- 臺北市政府為了發展技術密集型產業，適應工業自動化，決定設立內湖高工以培養基層技術人才。1983年8月1日在大安高工成立籌備處，吳燦陽先生為籌備處主任，開始積極進行各項籌劃工作。
- 1986年7月，正式招收資訊科、電子科、電機科、控制科及冷凍空調科。是臺灣第一間以電機電子群為主的工業高級職業學校。
- 2002年，增設綜合職能科。
- 2007年，開設體育專班。
- 2013年8月，增設應用外語科（英語組）。

## 環境

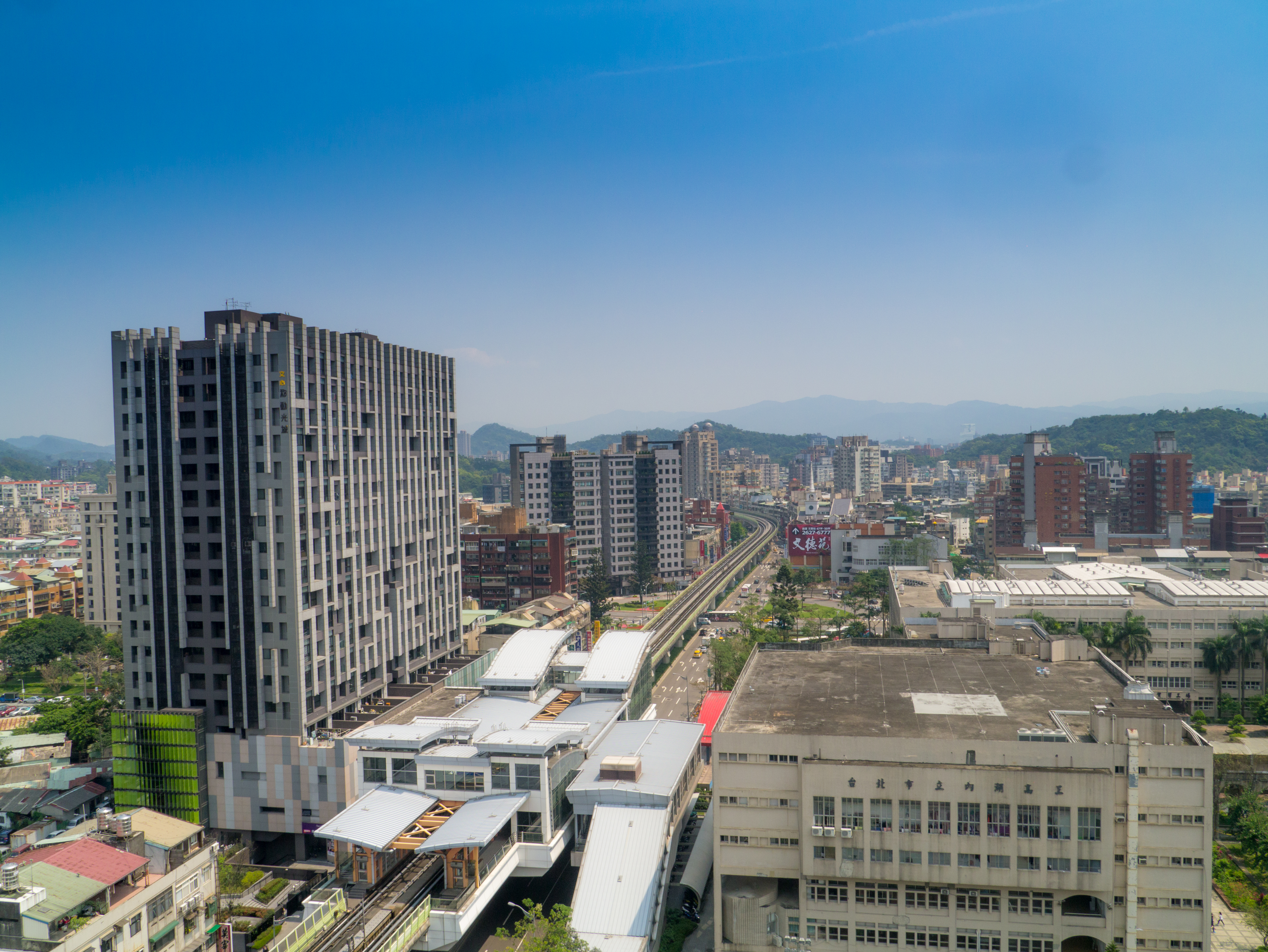
臺北捷運文湖線港墘站與右側內湖高工校園

校園鄰近馬尼拉經濟文化辦事處、臺北市立圖書館西湖分館、內湖運動中心、大港墘公園、臺北市立麗山國中、臺北市立內湖國小，以及自由時報、光寶科技、八大電視等商業公司以及美食街737巷。
新建校門和側門與台北捷運港墘站共構合一，為「捷運出口直達高職校門口」的全國首例，但早上不開放由側門入校，17點後可由側門離開校園，因疫情關係不開放。

## 文化傳統
每學年度新生班級（體育及門服除外），不分男女，皆須參加愛國歌曲比賽。故此，校園中年年可聞嘹亮的軍歌聲與正步響。
內湖高工也是男子排球運動的傳統強校，多次參加高中排球聯賽HVL獲得佳績，划船隊在中華民國110年全國中等學校運動會榮獲佳績，桌球隊亦有佳績，林昀儒2015年入選15歲、18歲與成年國手。木球隊也是常獲佳績

### 校訓
忠毅精誠
忠：忠貞愛國　廉們耿直　莊敬自強　興滅繼絕

毅：果敢堅毅　有守有為　服務樂群　當行不讓

精：精勤敬事　勵學篤志　慎思明辨　開物成務

誠：敦厚樸實　明禮尚義　誠意正心　謙沖悟淡

### 制服
最早期的制服為淺灰色襯衫搭配深藍色西裝長褲或及膝A字裙，襯衫領為較深的灰色。早期學生早上必需穿著制服進入校區，依當日課程在校內再更換為實習服或運動服。
1990年廢止灰色制服，直接採用原有的淺藍、粉紅色配上白色的「格子襯衫」的實習服作為新制服，使用至今。該款式已為內湖高工學生的特色標誌。
女生夏季裙裝制服款式自1990年代初期後便漸漸鮮少有人穿著，現在的校規中女生夏季裙裝已廢除，不論男女夏季冬季皆穿著黑色襯衫長褲。
最早期的運動服以白色為主體，袖子長短褲與運動服外套皆為淺藍色。1996年後經過兩次不受好評的改款，現為第五代款式，使用白色T恤與深藍色長褲。
2020年以前校規允許早晚時刻直接穿著運動服或制服進入與離開校區，但禁止穿著運動短褲進入校門，穿著鞋子顏色款式無明顯限制。
現行校規已開放混搭制服與運動服、穿著運動短褲進入學校，但實習課、週會及重大集會仍須著長褲，朝會長褲短褲皆可。

## 校園
學校建築主要有行政大樓、學生活動中心、教學大樓及實習工場等四棟建築，校地面積計有3.7686公頃。行政大樓及學生活動中心為地上五層建物，教學大樓及實習工場為地上五層地下一層建物，頂樓皆不開放使用，並含有無障礙設施。
- 行政大樓：該大樓與學生活動中心為共構建築，入口為挑高穿堂設計。大樓一到五樓為學校行政單位、共同科目教師辦公室、會議室，地下室則為員生合作社、學生餐廳（熱食部）與員生合作社儲藏室。並在東側二、三樓設有空橋連接實習工廠，南側三樓設有空橋連接教學大樓。
- 學生活動中心：與行政大樓共構築成，入口為挑高穿堂設計。一樓為內湖社區大學、體育組及閱覽室，二樓為圖書館，三樓為社團室、划船訓練室及體育班宿舍，四與五樓則是禮堂與禮堂看台及體育班宿舍。四樓地板為一座液壓減震標準排球場，興建於民國78年，興建當年為全國第一座排球專屬場地，多次舉辦國內運動賽事及國際牌球賽之練習場地。
- 教學大樓：一樓為門市服務科、特教組、一年級教室與演講廳，二樓為一年級、二年級教室，三樓為學務處、教官室、設備組及二年級教室，四樓為二、三年級教室，五樓為三年級教室、體育專班、健護教室、軍訓教室、美術教室與儀隊社團室，地下室為桌球教室、韻律教室與儲藏室。大樓內有三座樓梯，其中兩座樓梯可達各層樓。大樓東側二、三樓設有空橋連接實習工場，北側三樓有一座天篷的架空走廊，與行政大樓及活動中心相接，一年級教室與學生不常使用教室做為社大教室。
- 實習工場：為一座「E」字型建築物，一到三樓皆與行政大樓及教學大樓有走道相接。工科各科系皆使用一層樓作為該科的實習工場及科辦公室。從一樓起分別為冷凍空調科（與門市服務科工場共用）、電機科、電子科（與應用英語科辦公室共用）、控制科（與應用英語科工場共用）、資訊科（與桌球隊訓練室共用），地下室則為各科共用的重型設備、冷凍空調科工場、電子冷氣科、回收場與一座教師專用停車場，停車場出入口位於港墘路上，一至五樓另有重訓室、音樂教室、視聽教室、攝影棚與導播室。

室外空間包含集會台、一座200公尺操場、三座室外籃球場（皆可變為排球場）、棒球投球練習場、e世代超人廣場、垃圾場及停車場。

## 組織

### 科系
- 電機科
- 電子科
- 資訊科
- 控制科
- 冷凍空調科
- 門市服務科（原綜合職能科）：民國91年（2002年）增設。
- 體育專班：民國96年（2007年）增設。
- 應用英語科（原應用外語科（英語組））：民國102年（2013年）8月增設。

### 歷任校長
| 屆任               | 姓名   | 任職時間                      | 備註                     |
| ------------------ | ------ | ----------------------------- | ------------------------ |
| 第1任              | 吳燦陽 | 1986年7月～1995年2月1日       | 退休                     |
| 第2任              | 陳正邦 | 1995年2月～1999年1月30日      | 退休                     |
| 第3任              | 王邦義 | 1999年2月～2003年7月31日      | 退休                     |
| 第4任              | 黃文振 | 2003年8月～2010年7月31日      | 轉任市立大直高中校長     |
| 第5任              | 施博惠 | 2010年8月1日～2014年7月31日   | 轉任私立祐德高中校長     |
| 第6任              | 林振雄 | 2014年8月1日～2019年8月28日   | 因漂流木案遭停職接受調查 |
| 第7任 （代理校長） | 翁桂松 | 2019年8月29日～2020年11月16日 | 暫代校長職缺             |
| 第8任              | 林振雄 | 2020年11月17日～2022年7月31日 | 於2020年11月17日復職     |
| 第9任              | 林俊岳 | 2022年8月1日～                |                          |

## 資料來源
1. ↑  HVL／內湖高中首闖冠軍戰對內湖高工　史上首度內湖內戰 （页面存档备份，存于） 東森新聞 2021.3.27
2. ↑  .   [2021-07-10]. （原始内容存档于2022-06-10）.
3. ↑  .   [2021-07-10]. （原始内容存档于2022-06-15）.
4. ↑  翁祿壽盃木球錦標賽圓滿落幕　內湖高工最大贏家 2018.11.11 馬祖日報
5. ↑  全中運木球 桿數賽雙人成績揭曉 臺北市內湖高工包辦一金一銀 2024-04-23 113全中運新聞組
6. ↑  內湖高工校長林振雄博士 治校理念 選技職 好好讀 有前途 （页面存档备份，存于） 2021.04.10 公民新聞

## 外部連結
- 臺北市立內湖高級工業職業學校 （页面存档备份，存于）
- 內湖社區大學 （页面存档备份，存于）